# Richard Ashworth
Richard James Ashworth (født 17. september 1947) er siden 2004 britisk medlem af Europa-Parlamentet, valgt for Konservative Parti (UK) (indgår i parlamentsgruppen ECR).